# Forest McNeir
Forest W. McNeir (16 de agosto de  1875 - 9 de maio de 1957) foi um atirador Americano que competiu nos   Jogos olímpicos de verão de 1920.
Em 1920 ele ganhou a medalha ouro como membro da equipe americana de Tiro ao pombo.